# Kılıçgediği, Tutak
Kılıçgediği là một xã thuộc huyện Tutak, tỉnh Ağrı, Thổ Nhĩ Kỳ. Dân số thời điểm năm 2011 là 119 người.